# Pont Saint-Esprit (Brücke)
Die Pont Saint-Esprit (auch Pont du Saint-Esprit; deutsch in etwa: Heilig-Geist-Brücke) ist eine Straßenbrücke über die Rhône, die den gleichnamigen Ort im Département Gard in der Region Okzitanien am rechten Ufer des Flusses mit dem Ortsteil Le-Bout-du-Pont (Ende-der-Brücke) der Gemeinde Lamotte-du-Rhône im Département Vaucluse in der Region Provence-Alpes-Côte d’Azur verbindet. Der größte Teil der Brücke gehört heute zur Gemeinde Lamotte-du-Rhône.

## Beschreibung
Die zwischen 1265 und 1309 gebaute Brücke hatte 20 steinerne Bögen, darunter 13 größere und 7 kleinere. Im 19. Jahrhundert wurden die zwei ersten Bögen unmittelbar vor der Ufermauer des Ortes durch einen großen gusseisernen Bogen ersetzt. An seiner Stelle steht heute ein Betonbogen aus den 1950er Jahren. Die Brücke verläuft nicht geradlinig, sondern weist nach den ersten 12 Bögen einen deutlichen Knick auf, danach folgen noch kleinere Abweichungen von einer geraden Linie.
Sie hat eine Fahrspur für jede Richtung und einen sehr engen Gehweg auf der Südseite. Die Terrassen auf dem Pfeiler des großen Bogens und eine Nische nach etwa zwei Drittel der Länge bieten Fußgängern einen Platz zum Rasten.
Die Länge der Brücke wird häufig mit 919 m angegeben. Tatsächlich ist sie etwa 856 m lang, wovon 72 m auf den modernen Betonbogen und seinen starken Pfeiler entfallen. Die Steinbögen sind unterschiedlich weite und hohe Segmentbögen mit Spannweiten von bis zu 30 m. Die kleineren Bögen über dem Hochwasserbett am linken Ufer ragen kaum noch aus dem angeschwemmten Boden heraus. Die Pfeiler stehen auf weiten Fundamenten, über denen Felsbrocken angehäuft wurden, um ein Auskolken zu verhindern. Alle Pfeiler haben Durchlassöffnungen, um bei einem Hochwasser den Wasserdruck auf die Brücke zu verringern.

## Geschichte
Die von 1265 bis 1309 gebaute Steinbogenbrücke ist die älteste existierende Brücke über die Rhône. Sie war lange die einzige Steinbrücke zwischen Lyon und dem Meer und die längste Brücke in Europa.
Um ihren Bau ranken sich verschiedene Legenden, darunter auch, dass der Heilige Geist einen gegen den Bau eingestellten Abt von ihrer Notwendigkeit überzeugt habe und die Brücke von den Frères Pontifes, einer religiösen Brückenbrüderschaft erstellt worden sei. Wahrscheinlich geht ihr Name jedoch auf eine früher neben ihr stehende  Heilig-Geist-Kapelle zurück. Gesichert scheint, dass die Brücke auf wohlhabende Händler in dem ursprünglich Saint-Saturnin-du-Port (lateinisch Portum Sancti Saturnini) genannten Ort zurückgeht, die zum Einwerben der erforderlichen Mittel meist aus religiös motivierten Spenden eine Bruderschaft gründeten, die man heute wohl als gemeinnützigen Verein bezeichnen würde. Die Handwerker waren während ihrer Tätigkeit auf der Baustelle gemeinsamen Regeln unterworfen, die auch religiöse Inhalte hatten, waren aber nicht an einen religiösen Orden gebunden. Der Bau durch eine Brückenbrüderschaft ist ein erst drei Jahrhunderte später entstandener und in der Zeit der Romantik ausgestalteter, aber bis heute fortlebender Mythos.
Die Brücke litt unter den immer wiederkehrenden Hochwassern der Rhône und unter unterschiedlichen Setzungen, was dazu führte, dass sie immer wieder repariert werden musste und zeitweise nur noch für Fußgänger und leere Fuhrwerke freigegeben wurde, während die Ladung mit der Fähre über den Fluss gebracht werden musste. 1686 wurde sie verstärkt und verbreitert.
Im Laufe des 19. Jahrhunderts wurden Dampfschiffe so stark, dass Schleppzüge auch die starke Strömung der Rhône überwinden konnten. Um ihnen die Durchfahrt zu ermöglichen, wurde deshalb 1856 der erste Pfeiler gesprengt und anstelle der ersten beiden Steinbögen ein gusseiserner Bogen mit einer Spannweite von 60 m eingebaut. Die gusseisernen Teile wurden (wie schon bei der Eisenbahnbrücke Nevers und der Eisenbahnbrücke Tarascon–Beaucaire) in der Gießerei von Émile Martin in Fourchambault an der Loire hergestellt.

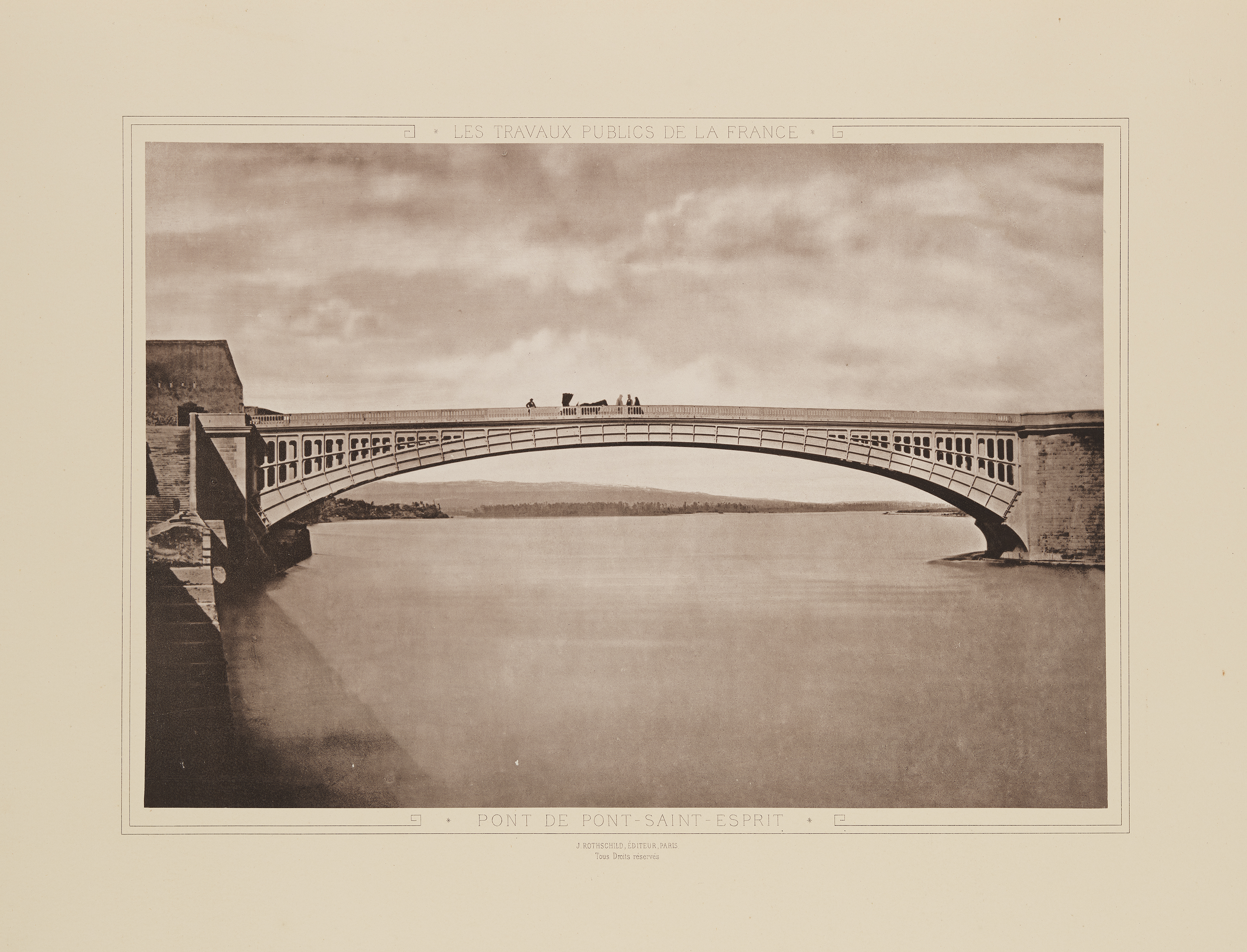
Der gusseiserne Brückenbogen
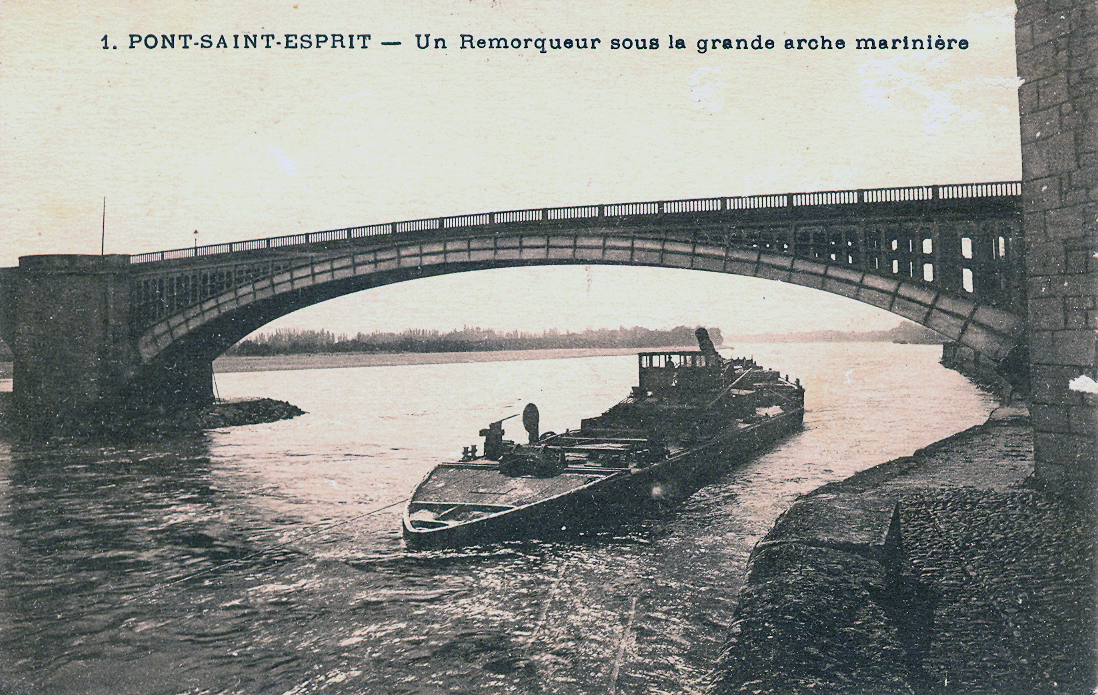
Schlepper unter der Pont Saint-Esprit

Im Zweiten Weltkrieg wurde dieser gusseiserne Bogen zerstört und danach in der Gestalt des heutigen Stahlbetonbogens wieder aufgebaut.
Seit der Anlage des Canal de Donzère-Mondragon mit dem Wasserkraftwerk André Blondel fließt nur noch wenig Wasser durch das alte Flussbett, so dass ein großer Teil der Brücke auf dem meist trockenen Hochwasserbett steht.